# メテオラ
メテオラ（希: Μετέωρα）は、ギリシア北西部・セサリア（テッサリア）地方北端の奇岩群とその上に建設された修道院共同体。いわゆるメテオラ修道院群の総称である。現在のトリカラ県カランバカにある。その地形及びギリシア正教の修道院文化の価値からユネスコ世界遺産（文化・自然複合遺産）に登録されている。その名はギリシア語で「中空の」を意味する「メテオロス」（μετέωρος）という言葉に由来している。

## 歴史
メテオラの険しい地形は、俗世との関わりを断ち祈りと瞑想に生きるギリシア正教の修道士にとっては理想の環境と見なされ、9世紀には既に、この奇岩群に穿たれた洞穴や岩の裂け目に修道士が住み着いていた。この時代の修道士は現在のような修道院共同体を形成することはなく、単独で修行する隠修士が主流であった。
メテオラに修道院共同体が成立したのは、14世紀、セルビア王国がセサリア地方に勢力を拡大してくる時代であるといわれる。それまで東ローマ帝国で修道院活動の中心を担っていたアトス山は、1346年にはセルビア領の中に組み込まれた。セルビア王ステファン・ウロシュ4世ドゥシャンはアトスの修道院に多大な保護を与え、その活動を奨励したが、当時の戦乱を避けて多くの修道士がアトスを出て南下し、メテオラに住み着いた。その一人が修道士アサナシオスで、彼はメテオラに主の変容（メタモルフォシス）修道院を創立した。アサナシオスはアトスに於ける修道院共同体の様式、いわゆるキノヴィオン（共住）を導入して修道院共同体の確立に努めた。これらに前後して、聖ニコラオス、聖ステファノスなどの修道院も創立されている。
アサナシオスの活動は、その高弟でセルビア王家の出身でもある修道士ヨアサフによって受け継がれることになった。ドゥシャン王の異母弟でセサリア君主の座に就き、メテオラにも保護を与えていたシメオン・ウロシュ・パレオロゴスの息子であるヨアサフは、早くからこの地の修道士と交流を持ち、セサリアの支配権と俗世の生活を捨ててメテオラに隠退した。1384年の師アサナシオスの死後、彼は変容修道院の院長に就任し、主聖堂の再建など、修道院の整備に尽力した。
1393年から翌1394年にかけて、バルカン半島に支配権を広げていたオスマン朝はセサリアをも併合した。長い異教徒支配の時代がここに始まり、初期には異教徒支配を嫌い、アトスに移住する修道士も見られたが（ヨアサフもその一人である）、オスマン朝はメテオラの修道院に一定の保護を与えその活動を保証したので、間もなく修道士も戻り、変わりなく修道活動が継続された。1490年には変容修道院がメテオラの全修道院を統括する存在となり、「大メテオロン」の異称が一般化していく。15世紀後半には至聖三者（アギア・トリアダ）修道院が、16世紀にはヴァルラアム修道院とルサヌ修道院がそれぞれ現在の形で創立された。この時代には「クレタ派」と呼ばれるイコンの流派がこの地で活動し、現在も残る数多くの傑作フレスコ画を残している。
メテオラを含むセサリア地方の大半は露土戦争後の1881年にギリシア王国領に編入された。近代国家の中でも修道院活動は続いたが、近年は新たな問題が持ち上がってきた。メテオラの風光明媚な景色と修道院文化への関心からこの地域も観光地化が進み、世俗を避ける修道士にとっては活動に適さなくなりつつある。そのため、メテオラを捨てより閉鎖的なアトス山に移住する修道士が増加している。争乱の時代にアトスを捨てた修道士によって建設されたメテオラ修道院共同体であるが、今度は近代化の波の中で逆の現象が生じたのである。なお、20世紀に入り、二つの修道院が女子修道院に改組されて現在に至っている。

## メテオラの修道院（現在活動中のもの）
2012年現在、6つの修道院が活動中である。
| 修道院 | 画像 |
| --- | ---- |
| 大メテオロン修道院(Ιερά Μονή Μεγάλου Μετεώρου) メテオラ修道院群の中で最大の修道院。14世紀中頃に建立された。「救世主の変容」を意味するメタモルフォシス(Μεταμόρφωση του Σωτήρος)の名前でも呼ばれ、1387年に建立された同名の主聖堂がある。壁画は1483年から1552年間に作成されたものが今も残る。かつての食堂の建物が現在は博物館として公開されている。 |      |
| ヴァルラアム修道院(Ιερά Μονή Βαρλαάμ) 1541年に建立された。大メテオロンのすぐ隣に立つ修道院である。14世紀に活動した隠修士ヴァルラアムの居所に、ヨアニナ出身のセオファニスとネクタリオス修道士兄弟によって現在の修道院が建てられた。修道院内部にはフランゴス・カテラノスによるフレスコ画が残る。                                                   |      |
| ルサヌ修道院(Ιερά Μονή Ρουσσάνου) 16世紀中頃に建立された。大メテオロン同様に救世主変容を記念した修道院であるが、同時に聖女ヴァルヴァラ(Αγία Βαρβάρα)にも捧げられている。現在の修道院は1545年の創立。垂直に切り立った岩の上に三層建ての修道院の建物が建つ。1950年以降、女子修道院となっている。                                                   |      |
| 聖ニコラオス・アナパフサス修道院(Ιερά Μονή Αγ. Νικολάου Αναπαυσά) 通常聖ニコラオス修道院と略称される。14世紀にラリサ府主教・スタギ（現カランバカ）・ニカノル修道院の聖ディオニシオスにより創建。クレタ出身のセオファニスという画家による壁画が残る。                                                                                             |      |
| 聖ステファノス修道院(Ιερά Μονή Αγ. Στεφάνου) 修道院そのものは14世紀前半に存在していたが、1367年に共住の修道院として創建された。ルサヌ修道院同様に女子修道院。メテオラの中では修道士の活動が早くから見られた場所で、1192年には隠修士イェレミアスがいた事が知られている。主聖堂には聖ハラランボスの聖遺物を収めている。                            |      |
| アギア・トリアダ修道院(Ιερά Μονή Αγ. Τριάδος) 1475年、ドメティオスにより創建された。至聖三者に捧げられた修道院。 |      |

## パノラマ

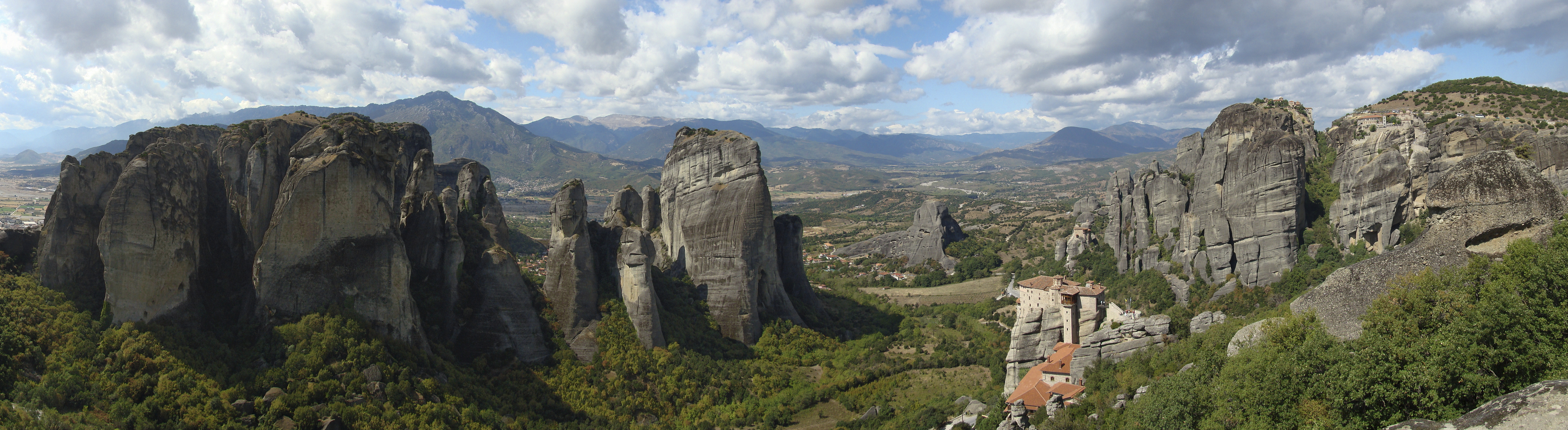
メテオラの風景。

6千万年前に海底で堆積した砂岩が隆起し、浸食されて今の地形となった。砂岩の柱が多数聳える独特な地形により、一帯は2024年にユネスコ世界ジオパークに指定された。

## 交通

### 最寄りの町カランバカまでの交通手段
- 鉄道
  - アテネよりカランバカ行き直通列車に乗車（1日2本程度、所要時間約4時間30分）
  - アテネよりテッサロニキ方面行きの列車に乗り、パレイオファルサロスで乗り換えて、終点のカランバカ駅下車（1日4本程度、所要時間約4時間30分）
  - テッサロニキよりアテネ方面行きの列車に乗り、パレイオファルサロスで乗り換えて、終点のカランバカ駅下車（1日8本程度、所要時間約3時間〜4時間）
  - パレイオファルサロスとカランバカ間は、2時間に1本程度の運行で所要時間約50分。
- 長距離バス（KTELバス）
  - アテネのリオシオン・バスターミナル（Terminal B）より、トリカラ（Trikala）行きに乗車（1日8本程度、所要時間約5時間）。トリカラよりカランバカ行きバスに乗車（30分に1本程度の運行、所要時間約30分）。
  - テッサロニキ駅前よりトリカラ行きバスもあり（1日6本程度、所要時間約3〜4時間）
  - デルフィからは、ラリッサ行きのバス（1日1本程度）、もしくはラミア行きのバス（1日3本程度）に乗車し、トリカラ行きに乗り換えてカランバカに向かうことが出来る。
  - アルバニアやバルカン半島西部から来る場合は、イオアニナ（Ioannina）からカランバカへの直通便（1日2本程度、所要時間約3時間）

### カランバカからメテオラまでの交通手段
- バス
カランバカの町の中心部のバス停（Plateia Dimarchiou）より、カストラキ村を経由して大メテオロン修道院前まで、1日2本程度運行（所要時間約20分）。
- タクシー
カランバカのバス停付近、もしくは列車到着時間の駅付近でタクシーを見つけることが出来る。メテオラの修道院付近で流しのタクシーを見つけることはかなり難しい。
- 徒歩
カランバカからカストラキ村を経由して大メテオロン修道院まで、バス経路と同じ道を歩いて約1時間。もしくはカランバカからアギア・トリアダ修道院まで、急な崖の階段を登り約30分。

## 登録基準
この世界遺産は世界遺産登録基準のうち、以下の条件を満たし、登録された（以下の基準は世界遺産センター公表の登録基準からの翻訳、引用である）。
- (1) 人類の創造的才能を表現する傑作。
- (2) ある期間を通じてまたはある文化圏において、建築、技術、記念碑的芸術、都市計画、景観デザインの発展に関し、人類の価値の重要な交流を示すもの。
- (4) 人類の歴史上重要な時代を例証する建築様式、建築物群、技術の集積または景観の優れた例。
- (5) ある文化（または複数の文化）を代表する伝統的集落、あるいは陸上ないし海上利用の際立った例。もしくは特に不可逆的な変化の中で存続が危ぶまれている人と環境の関わりあいの際立った例。
- (7) ひときわすぐれた自然美及び美的な重要性をもつ最高の自然現象または地域を含むもの。

## 画像
- アギア・トリアダ修道院内部。
- ルサヌ修道院内部。
- 聖ステファノス修道院内部。
- 大メテオロン修道院内部。
- アギア・トリアダ修道院内部にあるフレスコ画。

## その他
リンキン・パークの2ndアルバム『メテオラ』のタイトルの由来となっている。